# Dominique Gaumont
Dominique Gaumont (8. ledna 1953 – 10. listopadu 1983) byl francouzský jazzový kytarista. Narodil se ve městě Saint-Mandé bývalému guyanskému politikovi Édouardu Gaumontovi. Po dokončení hudebních studií se počátkem sedmdesátých let začal hudbě věnovat profesionálně. V roce 1974 absolvoval koncertní turné s americkým trumpetistou Milesem Davisem (hrál také v několika skladbách z jeho alba Get Up with It). Společné koncertní nahrávky byly vydány na albu Dark Magus. Později se vrátil zpět do Francie, kde vedl vlastní trio. Během své kariéry spolupracoval i s dalšími hudebníky, mezi které patří například Michel Portal a kapela Art Ensemble of Chicago. Zemřel na předávkování drogami ve věku třiceti let.